# Kanupolo-Weltmeisterschaften 2018
Die Kanupolo-Weltmeisterschaften 2018 der International Canoe Federation fanden vom 1. bis 5. August 2018 in der kanadischen Stadt Welland statt.
Bei den Herren nahmen 23 Nationen teil, bei den Damen 19, bei der U21 der Herren 16 und bei der U21 der Damen 10 Nationen.
Einzig eine knappe 2:3-Niederlage der männlichen U21 gegen Großbritannien verhinderte, dass das deutsche Team alle vier Titel mit nach Hause brachte.

## Ergebnisse
| Kategorie  | Gold                   | Silber                 | Bronze     |
| ---------- | ---------------------- | ---------------------- | ---------- |
| Männer     | Deutschland            | Italien                | Spanien    |
| Frauen     | Deutschland            | Vereinigtes Königreich | Italien    |
| U21 Männer | Vereinigtes Königreich | Deutschland            | Italien    |
| U21 Frauen | Deutschland            | Polen                  | Neuseeland |